# A magyar labdarúgó-válogatott mérkőzései 1999-ben
A magyar labdarúgó-válogatottnak 1999-ben tíz találkozója volt. Hét mérkőzés volt az Európa-bajnoki részvételért. Lichtensteint és Azerbajdzsánt legyőzte a csapat, két null-nullás meccsen kívül azonban három vereséget is elszenvedett.
Szövetségi kapitány:
- Bicskei Bertalan

## Eredmények
729. mérkőzés
| 1999. március 10. |

| Magyarország                  | 1–1             | Bosznia-Hercegovina                         |
| ----------------------------- | --------------- | ------------------------------------------- |
| Illés 65' (11-esből) Szekeres | (0–1) Részletek | Kodro 39' Smajić Mulalić Mujčin Šabić Avdić |

| Üllői úti Stadion, Budapest Nézőszám: 7 792 Játékvezető: Martin Ingvarsson (SWE) |

730. mérkőzés – Eb-selejtező
| 1999. március 27. |

| Magyarország                                               | 5–0             | Liechtenstein                                |
| ---------------------------------------------------------- | --------------- | -------------------------------------------- |
| Sebők J. 17' Sebők V. 33' 41' 85' (11-esből) Illés 66' 74' | (3–0) Részletek | Stocklasa 40' Lingg 41' Haslev 50' Jehle 88' |

| Üllői úti Stadion, Budapest Nézőszám: 10 000 Játékvezető: Kósztasz Kapitanísz (CYP) |

731. mérkőzés – Eb-selejtező
| 1999. március 31. |

| Szlovákia             | 0–0       | Magyarország                       |
| --------------------- | --------- | ---------------------------------- |
| Dzúrik 57' Karhau 82' | Részletek | Sebők J. 19' Dombi 82' Tóth N. 90' |

| Tekelné Pole Stadion, Pozsony Nézőszám: 20 000 Játékvezető: Claude Colombo (FRA) |

732. mérkőzés
| 1999. április 28. |

| Magyarország | 1–1             | Anglia                 |
| ------------ | --------------- | ---------------------- |
| Hrutka 77'   | (0–1) Részletek | Shearer 22' (11-esből) |

| Népstadion, Budapest Nézőszám: 40 000 Játékvezető: Lutz Michael Fröhlich (GER) |

733. mérkőzés – Eb-selejtező
| 1999. június 5. |

| Románia                  | 2–0             | Magyarország |
| ------------------------ | --------------- | ------------ |
| Ilie 2' 51' Munteanu 15' | (2–0) Részletek | Halmai 45'   |

| Steaua Stadion, Bukarest Nézőszám: 25 000 Játékvezető: Rune Pedersen (NOR) |

734. mérkőzés – Eb-selejtező
| 1999. június 9. |

| Magyarország                       | 0–1             | Szlovákia            |
| ---------------------------------- | --------------- | -------------------- |
| Mátyus 29' Hrutka 37' Sebők J. 65' | (0–0) Részletek | Fabuš 54' Németh 71' |

| Rába ETO Stadion, Győr Nézőszám: 18 000 Játékvezető: Manuel Díaz Vega (ESP) |

735. mérkőzés
| 1999. augusztus 18. |

| Magyarország | 1–1             | Moldova       |
| ------------ | --------------- | ------------- |
| Sebők V. 39' | (1–0) Részletek | Cleşcenco 66' |

| Üllői úti Stadion, Budapest Nézőszám: 5 000 Játékvezető: Wolfgang Sowa (AUT) |

736. mérkőzés – Eb-selejtező
| 1999. szeptember 4. |

| Liechtenstein | 0–0       | Magyarország |
| ------------- | --------- | ------------ |
| Hefti 73'     | Részletek | Sowunmi 74'  |

| Rheinpark Stadion, Vaduz Nézőszám: 1 650 Játékvezető: Sten Kaldma (EST) |

737. mérkőzés – Eb-selejtező
| 1999. szeptember 8. |

| Magyarország                                                  | 3–0             | Azerbajdzsán |
| ------------------------------------------------------------- | --------------- | ------------ |
| Illés 19' Sebők V. 29' 49' Egressy 52' Sowunmi 54' Korsós 90' | (1–0) Részletek | Guliev 49'   |

| Üllői úti Stadion, Budapest Nézőszám: 1 500 Játékvezető: Sašo Lazarevski (MAC) |

738. mérkőzés – Eb-selejtező
| 1999. október 9. |

| Portugália                                                               | 3–0             | Magyarország             |
| ------------------------------------------------------------------------ | --------------- | ------------------------ |
| Rui Costa 14' (11-esből) João Pinto 16' Pauleta 25′, 41′ Abel Xavier 58' | (2–0) Részletek | Dragóner 74' Herczeg 90' |

| Estádio da Luz, Lisszabon Nézőszám: 60 000 Játékvezető: Kim Milton Nielsen (DEN) |